# CDR
Детальний звіт про дзвінки (англ. call detail record (CDR)) — дані (файл) створені телефонним комутатором чи іншим обладнанням телефонії, які фіксують атрибути телефонного дзвінка чи спроби комунікації (н.п., SMS), що пройшли через це обладнання. Звіт містить різні деталі дзвінка, як то: час здійснення, тривалість, статус завершення, номери початкового та кінцевого абонентів. Це автоматизований еквівалент паперових квитанцій, котрі писалися операторами для дальніх дзвінків при ручній комутації дзвінків.